# Xã Monroe, Quận Carroll, Indiana
Xã Monroe (tiếng Anh: Monroe Township) là một xã thuộc quận Carroll, tiểu bang Indiana, Hoa Kỳ. Năm 2010, dân số của xã này là 2.797 người.